# Bandamadji
Bandamadji är en ort i Komorerna.   Den ligger i distriktet Grande Comore, i den nordvästra delen av landet, 30 km norr om huvudstaden Moroni. Bandamadji ligger 314 meter över havet och antalet invånare är 374. Den ligger på ön Grande Comore.
Terrängen runt Bandamadji är varierad. Havet är nära Bandamadji åt nordost.  Närmaste större samhälle är Chezani, 2,1 km sydost om Bandamadji. 